# Maureen Sauter
Maureen Sauter (* 2. April 1986 in Lindau (Bodensee)) ist ein deutsches Model und Schauspielerin.

## Karriere
Maureen Sauter gewann im Alter von 17 Jahren 2003 die Castingshow Star Search des Senders Sat.1 in der Kategorie Model. Dabei lernte sie den Rocksänger Martin Kesici kennen, mit dem sie nach Berlin zog. Es folgten Fotoshootings für z. B. Glamour und Versace. Im September 2004 war sie Playmate des Monats in der deutschen Ausgabe des Playboy. Ihr Schauspieldebüt gab sie 2009 mit der weiblichen Hauptrolle in Ein ungeahntes Date. Inzwischen hat sie die Karriere als Model aufgegeben.

## Veröffentlichungen
Model (Auswahl)
- 2003: Glamour
- 2003: Versace
- 2004: Conleys
- 2008: EMP Merchandising, Frauen

Film
- 2009: Ein ungeahntes Date, als Friederike (Hauptrolle)

TV
- 2003: Star Search, Castingshow (Sat.1)
- 2007: Jetzt wird einglocht! – Das große Promi-Mini-Golf-Turnier (Sat.1)
- 2011: Anna und die Liebe, Telenovela (Sat.1, ORF eins)

Musikvideo
- 2010: My Heart Beats Pain von Martin Kesici
- 2013: Wer weniger schläft ist länger wach von Frei.Wild